# Jim Lightbody
James Davies "Jim" Lightbody (Pittsburgh, Pennsilvània, 16 de març de 1882 – Charleston, Carolina del Sud, 2 de març de 1953) va ser un atleta estatunidenc que va competir a començaments del segle xx. Especialista en les proves de mig fons guanyà sis medalles en els tres Jocs Olímpics en què participà.
Nascut a Pittsburgh, es va graduar de l'escola secundària de Muncie, Indiana. El 1904 va destacar en les proves de mitjana distància del programa d'atletisme dels Jocs Olímpics de Saint Louis, on sense ser el clar favorit en cap de les tres curses individuals què disputà les va guanyar totes tres: els 800 metres, els 1500 metres i els 2590 metres obstacles. A més a més, com a membre d'un equip mixt guanyà la medalla de plata en les 4 milles per equips junt a William Verner, Lacey Hearn, Albert Coray i Sidney Hatch.
Dos anys més tard, als Jocs Intercalats, guanyà dues medalles més: la d'or en els 1500 metres i la de plata en els 800 metres.
El 1908, als Jocs de Londres disputà tres proves del programa d'atletisme: els 800 metres, els 1500 metres i els 3200 metres obstacles, però en cap d'elles aconseguí superar les sèries inicials.